# 伊集院光とらじおと
『伊集院光とらじおと』（いじゅういんひかるとらじおと）はTBSラジオで、2016年4月11日から2022年3月24日まで毎週月曜 - 木曜 8:30 - 11:00（JST）に生放送されていたワイド番組。

## 概要
2016年4月8日に終了した『大沢悠里のゆうゆうワイド』の後継番組として、同年4月11日に放送を開始した。『日曜日の秘密基地』以来8年ぶりに伊集院光が日中時間帯ワイド番組のパーソナリティを務めた。伊集院は月曜日の深夜は同じTBSにおいて『深夜の馬鹿力』を担当しているため、当日放送終了後はそのまま局内で仮眠を取り、翌朝の放送を担当していた。
番組開始前日（2016年4月10日）には、毎日新聞（東京本社版のみ）に当番組の開始を告知するTBSラジオの全面広告が掲載されたほか、開始当日には前番組『森本毅郎・スタンバイ!』のエンディングで同番組パーソナリティの森本毅郎と伊集院が番組開始の挨拶を兼ねクロストークを行った。
月曜日から木曜日は伊集院がパーソナリティーを務め、金曜日は同時間帯で『有馬隼人とらじおと山瀬まみと』を放送し、「コーナー・番組構成をほぼ同一にする」「金曜日のメインパーソナリティである有馬隼人が木曜日のアシスタントも担当する」「メッセージのテーマを一週間通しで同じテーマとする」など、一週間で統一・連携していた。ただし、有馬は2019年4月から木曜日のアシスタントを外れており、『有馬隼人とらじおと山瀬まみと』も2020年9月25日で約4年半をもって終了した。
TBSラジオの平日午前中は、以前の番組『ゆうゆうワイド』第1部（8:30 - 11:00）の時間帯を伊集院が、第2部『昼もゆうゆう120』（11:00 - 13:00）は『ジェーン・スー 生活は踊る』でジェーン・スーが、それぞれ担当することになったが、金曜日は2020年10月2日より臼井ミトンが『金曜ボイスログ』で『ゆうゆうワイド』（8:30 - 13:00）と同じ時間帯を担当することになった。
放送日が元日にあたる時は全日本実業団対抗駅伝競走大会（ニューイヤー駅伝）の生中継を行う為、番組は休止となった。
2021年9月、『女性セブン』が伊集院の月曜担当の新井麻希へのパワハラ疑惑を報じた。報道直後に新井は番組を降板。その後も伊集院と番組スタッフとの確執が報道され、11月には東京スポーツ、12月には『週刊文春』が番組終了を報道。2022年1月11日の放送において、伊集院が同年春で番組が終了することを正式に発表。同年3月24日（木曜日）放送分をもって、6年にわたる歴史に幕を下ろした。
後番組として、2022年3月28日（月曜日）から『パンサー向井の＃ふらっと』が放送されている。

## 出演者

### パーソナリティ
- 伊集院光

#### 代役
- 2021年
  - 9月13日：ふかわりょう
  - 9月14日：古坂大魔王[10]
  - 9月15日：アルコ&ピース[11]
  - 9月20日：大橋未歩[12]
  - 9月21日：本仮屋ユイカ[13]
  - 9月22日：ハライチ[14]
- 2022年[注釈 2]
  - 3月14日：駒田健吾
  - 3月15日：小笠原亘
  - 3月16日：喜入友浩

### アシスタント
- 月曜日：近藤夏子（2021年9月27日 - 2022年3月21日）
- 火曜日：竹内香苗（2018年1月2日 - 2022年3月22日）[注釈 3]
- 水曜日：安田美香（2016年4月11日 - 2022年3月23日）[注釈 4]
- 木曜日：喜入友浩（2019年4月18日 - 2022年3月24日）[注釈 5]

### パートナー
- 木曜日：柴田理恵（2016年4月14日 - 2022年3月24日）※伊集院不在時はメインパーソナリティを担当（2021年9月16日・23日・2022年3月10日・17日）

### 代役
- 2016年
  - 9月29日：小笠原亘（有馬隼人の代役）
  - 10月 - 12月の水曜日：新井麻希（吉井歌奈子の産休代役）
- 2017年
  - 6月22日・2018年1月5日：新井麻希（柴田理恵の代役）
  - 7月13日・8月3日：竹内香苗（柴田理恵の代役）
- 2018年
  - 9月10日：伊東楓（新井麻希の代役）
  - 10月 - 12月の火曜日：伊東楓（第1・4週）、中村仁美（第2・3週）[17]（竹内香苗の産休代役）
  - 10月30日：田村真子（竹内香苗の産休代役）
- 2019年
  - 2月7日・3月7日・12月3日：中村仁美（柴田理恵、竹内香苗の代役）
  - 4月4日・11日・5月9日：ブラザー・トム（柴田理恵の代役）
  - 4月18日・25日：ヤマザキマリ（柴田理恵の代役）
  - 6月13日：はいだしょうこ（柴田理恵の代役）
  - 7月1日・11月28日：小川知子（新井麻希、喜入友浩の代役）
  - 7月18日・2020年7月14日：伊東楓（喜入友浩、竹内香苗の代役）
  - 8月8日：喜入友浩（伊東楓の代役）
- 2020年
  - 10月29日・11月5日：いとうあさこ（柴田理恵の代役）
  - 11月26日：堀井美香（柴田理恵の代役）
- 2021年
  - 7月15日：若林有子（喜入友浩の代役）
  - 7月29日：宇内梨沙（小川知子の代役）
  - 8月30日・9月6日：喜入友浩（新井麻希の代役）
  - 10月28日・2022年2月10日・24日：陣内貴美子（柴田理恵の代役）
  - 11月1日・2022年2月7日：山内あゆ（近藤夏子の代役）
  - 11月11日・12月30日：山形純菜（喜入友浩の代役）
  - 12月30日・2022年1月20日・2月3日：松居直美（柴田理恵の代役）
- 2022年
  - 3月22日：安田美香（竹内香苗の代役）※竹内は一部リモートで出演

### 木曜第1・2週アシスタント（2021年3月 - 9月）
- 3月4日：近藤夏子
- 3月11日：野村彩也子
- 4月1日：若林有子
- 4月8日：山本里菜
- 5月6日：山形純菜
- 5月13日：篠原梨菜
- 6月3日：良原安美
- 6月10日：皆川玲奈
- 7月1日：篠原梨菜
- 7月8日：近藤夏子
- 8月5日：山内あゆ
- 8月12日：山本里菜
- 9月2日：近藤夏子
- 9月9日：山内あゆ

### ニュース解説 『伊集院光とらじおとニュースと』コメンテーター
開始当初は曜日担当制だったが、のちに流動的になった。
- 龍崎孝：流通経済大学教授、元TBSテレビ報道局勤務。2018年10月から毎週月曜日を担当。
- 中村尚登：TBSラジオニュースデスク。2018年10月から毎週火曜日を担当。
- 軽部謙介：時事通信社解説委員。木曜担当。
- 富坂聰：拓殖大学教授。
- 高橋和夫：放送大学名誉教授。
- 前嶋和弘：上智大学教授。
- 岸田雪子：元日本テレビ放送網報道局報道記者・キャスター。
- 有馬晴海：政治評論家、コメンテーター。
- 鈴木哲夫：政治ジャーナリスト。
- 福島隆史：TBS災害担当解説委員。
- 二木啓孝：ジャーナリスト。
- 井上トシユキ：ITジャーナリスト。
- 青木理：ジャーナリスト、コメンテーター。
- 石戸諭：元毎日新聞記者・ノンフィクションライター。
- 木寺元：政治学者、明治大学政治経済学部政治学科教授。

ほか

### ニュースキャスター
いずれも不定期出演。
- 清原正博
- 清水大輔
- 初田啓介
- 小笠原亘
- 土井敏之
- 新夕悦男
- 佐藤文康
- 伊藤隆佑
- 熊崎風斗

ほか

### レポーター
- 2016年4月 - 参加
  - 小田祐一郎（だーりんず）
  - 桐畑トール（ほたるゲンジ）[注釈 6]
  - 河野かずお（埼京パンダース）
  - 関あつし（母心）
  - 嶋川武秀（母心）
  - 出井隼之介（ヤーレンズ）
  - 東塚菜実子
  - ホームランなみち
- 2016年10月 - 参加
  - パーマ大佐
- 2017年1月 - 参加
  - 才木玲佳
- 2017年3月 - 参加
  - ナオ・デストラーデ（当時湘南デストラーデ）[18]
- 2018年8月 - 参加
  - お侍ちゃん[19]
  - 上田航平（当時ゾフィー）[19]
  - 伊藤那美（ターリーターキー）[19]
- 2019年11月 - 参加
  - 佐藤満春（どきどきキャンプ）
- 2020年4月 - 参加
  - 西田あい
- 2021年1月 - 参加
  - ゆーびーむ☆
  - 餅田コシヒカリ（駆け抜けて軽トラ）[20]
- 2021年2月 - 参加
  - 奥森皐月[21][注釈 7]
- 2021年7月 - 参加[22]
  - 河邑ミク
  - 大原梓

## 過去の出演者

### アシスタント
- 上田まりえ：2016年4月12日 - 2017年9月26日（火曜日）/番組初期メンバー
- 吉井歌奈子：2016年4月13日（水曜日） - 2017年12月26日（火曜日）/番組初期メンバー
- 有馬隼人：2016年4月14日 - 2019年3月28日（木曜日）/番組初期メンバー
- 中村仁美：2018年10月9日 - 12月18日（第2・3週火曜日）
- 伊東楓：2018年10月2日 - 12月25日（第1・4週火曜日）、2019年4月4日 - 2021年2月11日（第1・2週木曜日）[23]
- 小川知子：2019年5月30日 - 2021年4月29日（第5週木曜日）[注釈 8]
- 新井麻希：2016年10月5日 - 12月28日（水曜日）、2017年10月2日 - 2021年9月20日（月曜日）[注釈 9][12]

### パートナー
- 嗣永桃子：2016年5月12日 - 2017年6月15日（木曜日・不定期）※柴田理恵の代役として

### ニュース解説
- 2016年4月 - 2017年6月：内山研二（元TBSラジオニュースデスク、翌月からTBSテレビへ異動）

### 出演者の変遷
| 期間       | 期間       | パーソナリティ | パーソナリティ | アシスタント | アシスタント | アシスタント | アシスタント | アシスタント | アシスタント | アシスタント | パートナー | パートナー   | パートナー |
| 期間       | 期間       | 月 - 木曜日    | 金曜日         | 月曜日       | 火曜日       | 火曜日       | 水曜日       | 木曜日       | 木曜日       | 木曜日       | 木曜日     | 木曜日       | 金曜日     |
| 期間       | 期間       | 月 - 木曜日    | 金曜日         | 月曜日       | 第1・4週     | 第2・3週     | 水曜日       | 第1・2週     | 第3・4週     | 第5週        | 木曜日     | 代役         | 金曜日     |
| ---------- | ---------- | -------------- | -------------- | ------------ | ------------ | ------------ | ------------ | ------------ | ------------ | ------------ | ---------- | ------------ | ---------- |
| 2016.04.11 | 2017.06.15 | 伊集院光       | 有馬隼人       | 安田美香     | 上田まりえ   | 上田まりえ   | 吉井歌奈子   | 有馬隼人     | 有馬隼人     | 有馬隼人     | 柴田理恵   | 嗣永桃子     | 山瀬まみ   |
| 2016.07.04 | 2016.09.30 | 伊集院光       | 有馬隼人       | 安田美香     | 上田まりえ   | 上田まりえ   | 吉井歌奈子   | 有馬隼人     | 有馬隼人     | 有馬隼人     | 柴田理恵   | （週替わり） | 山瀬まみ   |
| 2016.10.03 | 2016.12.30 | 伊集院光       | 有馬隼人       | 安田美香     | 上田まりえ   | 上田まりえ   | 新井麻希     | 有馬隼人     | 有馬隼人     | 有馬隼人     | 柴田理恵   | （週替わり） | 山瀬まみ   |
| 2017.01.04 | 2017.09.29 | 伊集院光       | 有馬隼人       | 安田美香     | 上田まりえ   | 上田まりえ   | 吉井歌奈子   | 有馬隼人     | 有馬隼人     | 有馬隼人     | 柴田理恵   | （週替わり） | 山瀬まみ   |
| 2017.10.02 | 2017.12.29 | 伊集院光       | 有馬隼人       | 新井麻希     | 吉井歌奈子   | 吉井歌奈子   | 安田美香     | 有馬隼人     | 有馬隼人     | 有馬隼人     | 柴田理恵   | （週替わり） | 山瀬まみ   |
| 2018.01.04 | 2018.09.28 | 伊集院光       | 有馬隼人       | 新井麻希     | 竹内香苗     | 竹内香苗     | 安田美香     | 有馬隼人     | 有馬隼人     | 有馬隼人     | 柴田理恵   | （週替わり） | 山瀬まみ   |
| 2018.10.01 | 2018.12.31 | 伊集院光       | 有馬隼人       | 新井麻希     | 伊東楓       | 中村仁美     | 安田美香     | 有馬隼人     | 有馬隼人     | 有馬隼人     | 柴田理恵   | （週替わり） | 山瀬まみ   |
| 2019.01.04 | 2019.03.29 | 伊集院光       | 有馬隼人       | 新井麻希     | 竹内香苗     | 竹内香苗     | 安田美香     | 有馬隼人     | 有馬隼人     | 有馬隼人     | 柴田理恵   | （週替わり） | 山瀬まみ   |
| 2019.04.01 | 2020.09.25 | 伊集院光       | 有馬隼人       | 新井麻希     | 竹内香苗     | 竹内香苗     | 安田美香     | 伊東楓       | 喜入友浩     | 小川知子     | 柴田理恵   | （週替わり） | 山瀬まみ   |
| 2020.09.28 | 2021.02.25 | 伊集院光       | 放送終了       | 新井麻希     | 竹内香苗     | 竹内香苗     | 安田美香     | 伊東楓       | 喜入友浩     | 小川知子     | 柴田理恵   | （週替わり） | 放送終了   |
| 2021.03.01 | 2021.04.29 | 伊集院光       | 放送終了       | 新井麻希     | 竹内香苗     | 竹内香苗     | 安田美香     | （週替わり） | 喜入友浩     | 小川知子     | 柴田理恵   | （週替わり） | 放送終了   |
| 2021.05.03 | 2021.09.30 | 伊集院光       | 放送終了       | 新井麻希     | 竹内香苗     | 竹内香苗     | 安田美香     | （週替わり） | 喜入友浩     | ‐            | 柴田理恵   | （週替わり） | 放送終了   |
| 2021.10.04 | 2022.03.24 | 伊集院光       | 放送終了       | 近藤夏子     | 竹内香苗     | 竹内香苗     | 安田美香     | 喜入友浩     | 喜入友浩     | 喜入友浩     | 柴田理恵   | （週替わり） | 放送終了   |

※金曜日分も含む

## 番組終了時のタイムテーブル
週ごとに一定のメッセージテーマが用意され（テーマは木曜日のエンディングで発表）、メール・FAX・ハガキで募集され、オープニングや「お便りと」「エピソードと」、他空き時間に随時読まれる。時刻は番組HPのタイムテーブルで示されているもので、あくまで目安である。全部のコーナーに「伊集院光とらじおと」と冠される。
- 8:42 伊集院光とらじおとお便りと
  - 日本香堂の企画ネット番組。「日本香堂からのお便り」と称した時節の話題を織り込んだ自社製品の宣伝の後、その週のメッセージを読む。他局での同枠はCBCラジオ・RKBラジオ『三遊亭円楽のおたよりください』、MBSラジオ『ありがとう浜村淳です』、HBCラジオ『私のふるさとマイタウン』・RCCラジオ『お便りさまさま』。
- 8:47 都民ニュース
  - 東京都の広報番組で、アシスタントが担当。
- 9:00 伊集院光とらじおとニュースと
  - 当日朝までのニュースで伊集院が気になった項目を取り上げる。主要ニュースを6本程度読み上げたのち、CMを挟んで伊集院と解説者が論ずる。『ゆうゆうワイド』時代から存在した下述のニュース枠を統合した流れで、ニュース担当は基本的に当日の『森本毅郎・スタンバイ!』内『スポーツスタンバイ!』を担当した男性アナウンサーだが、その年のTBS新人アナウンサーの「ラジオ初鳴き」に充てられることもある（「ゆうゆうワイド』時代のニュース枠や「都民ニュース」のような新人アナウンサーの紹介はされない）。
  - ニュースは番組開始から2018年9月までは8:54に放送されていたが、当コーナーに内包される形となった。
- 9:26 
  - （月）月曜日のみこの枠で2本放送
  - 週替わり企画：「10万歳のお言葉（開始当初は「1万歳のお言葉」）」（高齢者へのインタビュー）、「昼間のAMラジオで聴くと『ああー』って思う歌コーナー」（少し捻りの効いた選曲が要求されるリクエスト企画）。
    - 2020年10月にこの枠で「こどもでんわそうだんしつと」が開始するまでは「ダジャレ珍道中」（賞金付きで宿場町にちなんだ駄洒落を募集）や「お子様インタビュー」（祝日限定企画）、「俺たちの半沢直樹」（伊集院らに視聴を禁じ、ドラマの進展を予想させる企画）なども放送されていた。

  - 伊集院光と喜入友浩とパラスポーツと
    - 2020年12月開始。当初のタイトルは「伊集院光とらじおとパラスポーツと」。東京都のパラスポーツを応援するプロジェクト「TEAM BEYOND」の提供で伊集院と喜入でパラアスリートのインタビュー等を行う。当初は木曜日10時台だったが、2021年7月より「こどもでんわそうだんしつと」と枠を交換。
    - TBSラジオで当番組終了の翌月（2022年4月2日）から毎週土曜日の午後に放送されている『井上貴博　土曜日の『あ』』では、このコーナーの後継企画として、「池崎大輔 パラスポーツの『あ』」（車いすラグビー日本代表の池崎がパーソナリティ・喜入がパートナーを務めるコーナー）を13:30頃に編成している[24]。

  - （火） 俺の5つ星
    - 「思い出の味」をエピソードとともに募集する。依頼された店や料理について「この店を知っている」「食べたことがある」などの情報を募集、調査が進行した案件をリポーターが発表する。ナレーションは喜入友浩、宇内梨沙（TBSアナウンサー）。

  - （水） 伊集院光とらじおとアレと
    - 「アレ」なもの「アレ」なことなどを週替わりの評論家が勧めるコーナー。当初は様々な題材を扱う予定だったが、初回に「アレコード」として風変わりな歌謡曲を紹介し好評だったので、以後も「アレコード」のみが紹介されている。2016年6月HPにて「あれ」の表記が「アレ」に変更した。
    - 「三遊亭円楽と伊集院光のマクラ」放送期間中は時間が短縮されていたが、終了により元に戻った。
    - 番組開始から2017年9月まで月曜日に放送。
    - 2019年8月から定額制音楽配信サービスで「アレコード」のプレイリストを始めた[25]。

  - （木） 伊集院光とらじおと放哉と山頭火と
    - 2016年10月開始。尾崎放哉や種田山頭火に代表される季語・五七五の定型にとらわれない自由律俳句を募集する。前番組『森本毅郎・スタンバイ!』の遠藤泰子が成句を読む。このコーナーのみ採用者／最終候補まで残った句の投稿者／それ以外の投稿の中からの抽選当選者にそれぞれ山口晃がデザインしたステッカー「松」「竹」「梅」が送られる。
- 9:41
  - （月） 伊集院光とらじおとダイエットと
    - 「無理のない健康的なダイエット」をコンセプトに番組開始時132.4kgの伊集院がTBSのAM周波数と同じ数字の95.4kgを目指す。当初は毎月第1週の伊集院の体重を予想するものだったが、現在は「大同生命 presents ウォーキング宝くじ」として伊集院の1週間の歩数をもとに賞金を贈るものとなった。尚、最終測定は104.7kgであった。
    - 番組開始から2017年9月まで水曜日の9時台後半枠だった。

  - （木） 伊集院光とらじおとぷれぜんと
    - 海外ドラマ、食品、レジャースポットなどの題目で複数名がプレゼンし、柴田ら審査員の多数決で勝者を決し、題材にちなんだ商品をリスナーにプレゼントする。コーナータイトルは「プレゼン」と「プレゼント」をかけている。
    - 番組開始から2017年9月まで水曜日の9時台前半枠だった。
- 9:55 ヤマザキ 伊集院光とらじおとエピソードと
  - 週毎のメッセージコーナーである。当日に最良の投稿を送ったリスナーに、「ヤマザキ賞」として同社商品の詰め合わせを贈る。
- 10:00 伊集院光とらじおとゲストと
  - 第1回放送より続く番組のメインコーナーのゲストコーナー。ゲスト紹介時には、名前だけにはせずに必ず肩書きを入れている。天気予報・交通情報を挟んだ二部構成だが、まれに前後半でゲストが代わったり後半はゲストがおらずに「電気代ビンゴ・スーパー!」が入ることもある。
  - 第1回ゲストは阿川佐和子だった（肩書きの説明はエッセイスト）。最終回は伊集院自身がゲストとして出演した。
- 10:34 TBSラジオショッピング
  - 進行はTBSラジオキャスター（月・火・木）／竹下佳奈（水）
- 10:40 
  - （月）桐畑トールのシェフが行く店のシェフが行く店
    - 2017年4月開始。「おいしい店」を取材、そこの料理人（シェフ）が通う店を尋ね、翌週に取材し数珠つなぎで紹介する。前コーナー「桐畑トールと銅メダグルメと」に続き桐畑が担当。
    - 2020年1月まではグルメメディア「ヒトサラ」とコラボし、放送の内容を掲載していた。
    - 2018年3月までは月曜日の当枠に、2018年4月 - 2020年3月までは木曜日の10時台後半枠に放送していた。

  - （火）白ごはんの友スカウトキャラバン
    - 2019年10月開始。当初は象印マホービンの炊飯ジャー「炎舞炊き」で炊いたご飯を持って出かけ、白いご飯のお共（おかず）をスカウトするもので、のちにレポーターのおすすめや料理研究家が考案したレシピ、伊集院が旅先などで購入したお土産等を試食するものとなった。象印のスポンサードは3か月のみだったがコーナーは継続し、その後も断続的に入っている。

  - （水）おっちょこちょい話!安田コレクション!
    - 2019年4月開始。番組第1回の日の出来事（当人の項参照）をはじめ安田が様々な逸話を残してきたことをモチーフに開始したコーナー。元は週テーマで数度募集されたものがコーナー化したもので、開始当初は不定期放送だった。

  - （木）伊集院光とらじおとこどもでんわそうだんしつと
    - 2020年10月、月曜日9時台で開始。全国こども電話相談室を現代版にリニューアルしたもの。当初は日本郵便提供で「こどもでんわそうだんしつと郵便局と」の名称だった。時には伊集院が回答者を務めることがあり、その場合は進行役にこども電話相談室OGの近堂かおりが入る。2021年7月から当枠に移動。
    - 当番組の後番組『パンサー向井の＃ふらっと』にて翌週（2022年3月30日）から水曜日の10:40頃に「ふらっと こども電話相談室」として、このコーナーの企画を継続。
- 10:50 TBSニュース
- 10:55 エンディング
  - 『ジェーン・スー 生活は踊る』とはクロストークを行わず、最後に（余裕があれば）「この後は『ジェーン・スー 生活は踊る』。今日のパートナーは○○アナウンサーです」などと言うのみ。ただし、都合により通常当番組が使用している第6スタジオが使えず、第7・8スタジオのどちらかを代わりに使用する場合は『ジェーン・スー 生活は踊る』とスタジオが隣同士になるため同番組の出演者とクロストークを行う。2020年12月より木曜日はここで「来週のメッセージテーマ」を発表する。

## 番組終了前に終了したコーナー
- （月 9:43） さかい保険整骨院 赤坂分室
  - 2016年4月 - 9月。腰痛・肩こり持ちのゲスト（3週で変更）を招き、柔道整復師の酒井慎太郎による施術を受けるとともに「治療費」として「看護師」伊集院とのトークを行う。
- （月 10:40） 伊集院光とらじおとノベルティーと
  - 2016年4月 - 9月。投稿の採用者へ送られるノベルティー「LINEスタンプのような番組ステッカー」をリスナーとともに作っていくコーナー。ステッカーの印刷業者・イラストレーター・ステッカーに記載する文面についてリスナーから募集していく。
- （木 9:43） H.I.S. presents 伊集院光とらじおと旅と
  - 2016年4月 - 9月。リポーターが本当に行きたい旅企画（海外旅行・アジア中心）を提案し、通った企画をもとに実際に行ってきた旅の見どころについてリポートを行う。
- （月-木 10:27） AGF 伊集院光とらじおとゲストとコーヒーと
  - 2016年4月 - 2017年9月。交通情報・天気予報をはさんで基本的に「ゲストと」のゲストが引き続いて出演するが、スケジュールの都合やスポンサー上の問題などで出演ができない場合は別のゲストが登場する場合もある。ゲストにはAGFからコーヒーギフトが贈られる。ゲストだった樹木希林はコーヒーギフトの受け取りを拒否した。
- （月 10:40）マルちゃん presents 伊集院光とらじおと桐畑トールと銅メダグルメと
  - 2016年10月 - 2017年3月。全国に集まる著名でない郷土料理「銅メダル級のグルメ」=「銅メダグルメ」をレポーターである桐畑が実際にその土地へ向かい調査する。
  - 当初は土地ごとにレポーターが変わる予定だったが、最初の桐畑のレポートが好評だったためそのまま継続され、2017年1月から冠コーナーとなった。
- （火 10:40）LIXIL presents 伊集院光とらじおとものづくりと
  - 2016年4月 - 2018年9月。「ものづくり大国」日本を支える職人たちへのインタビューを行い、その情熱や思いをうかがう。
- （水 10:40）XEBIO GROUP presents 伊集院光とらじおと野球と
  - 2017年4月 - 11月。週替わりで「野球」に関する様々な企画を行う。プロ野球シーズン終了の11月までの期間限定コーナー。レギュラーレポーターは河野かずお。
- （水 10:45）ダイハツ presents 伊集院光とらじおとクルマと仕事と
  - 2018年1月 - 3月。全国33局で放送（時差ネット）。車を使って仕事をしている様々な業種の方に、レポーターがインタビューする。この時間帯における内包番組の全国ネットは、『永六輔の誰かとどこかで』（ - 2013年9月）以来、パーソナリティが全国ネットの内包番組にも出演するのは、『大沢悠里のにっぽん元気カンパニー』（ - 2008年3月）以来。
- （水 10:40）ビックカメラ・コジマ presents 物欲の波 ビック・ウェンズデー
  - 2018年4月 - 9月。週替りで伊集院やリポーターがプライベートの買い物で実際に購入した商品や、本気でほしいと思っている商品を紹介する。
- （水 10:40）ビックカメラ・コジマ presents 伊集院光とらじおと家電と
  - 2018年10月 - 2019年3月。前コーナー「物欲の波 ビック・ウェンズデー」をリニューアル。
  - 伊集院やリスナーの家電に関する思い出などを綴った作文を紹介する「ボクと家電と作文と」、理想の家電アイデアを募集する「未来の家電!シン・家電!!」、実際に購入した・ほしい商品を紹介する「物欲の波・ビックウェンズデー!!（前コーナーから続投）」のコーナーを週替りで放送。
- （月 10:40）ECC presents 伊集院光とらじおと英会話と
  - 2018年4月 - 2020年3月。伊集院がECC講師のレクチャーで、古典落語の英訳や日記を英語で綴ることを通じて英語を学ぶ。新型コロナウイルス感染拡大の影響に伴いECCがスポンサーを降板したため終了。
- （木 10:40）伊集院光とラジコと
  - 2020年4月 - 9月。radikoのタイムフリー機能を使い、過去放送分の聞いて欲しいオススメ部分を紹介する。2018年10月 - 2019年9月までは火曜日に放送されていた。
- （木 10:40）伊集院光とらじおと来週のメッセージテーマと
  - 2020年10月 - 11月。2020年9月で『有馬隼人とらじおと山瀬まみと』が終了したことにより「来週のメッセージテーマ」を発表し、「ぷれぜんと」コーナーのレポーターにもスタジオ内に入りテーマに関するエピソードトークをして、リスナーにメッセージを募集する。
- （水 9:41） ブレインスリープ presents 三遊亭円楽と伊集院光のマクラ
  - 2021年7月 - 9月。伊集院が師匠・三遊亭円楽とトークをする。雑談のように流し録りした中から要所を抽出する形式。
    - 円楽はそれまでに数度「ゲストと」に出ており、2020年出演時の竹内の発言がきっかけとなり、21年6月に伊集院との二人会が開催された[26][27]。また、20年9月から「三遊亭円楽のおたよりください」開始によりTBSに定期的に来局していることで伊集院と顔を合わせる機会が増え、ディレクターも同じである中でのコーナー化となった。
- 日時不定 みんな電力 presents 電気代ビンゴ・スーパー!
  - 2019年4月 - 2021年12月[注釈 10]。毎週3ケタの当選番号を決め、下3ケタがその金額となる電気代の明細を持つ人が対象となり、抽選で1名に現金1万円を贈る。21年2月から「-スーパー!」となり、当選番号に同じ数字が複数含まれた場合は別途プレゼントが発生する。放送日・時間とも事前に一切予告はされないシークレット企画。